# Hospital Estadual da Criança
O Hospital Estadual da Criança (HEC) é um hospital localizado em Vila Valqueire, na cidade do Rio de Janeiro, especializado em transplantes e no tratamento do câncer infantojuvenil. Inaugurado em 4 de março de 2013, é o primeiro hospital da rede pública no estado do Rio de Janeiro especializado no atendimento voltado para crianças e jovens de até 19 anos, e é gerido pelo Instituto D'Or de Gestão de Saúde Pública. A unidade não possui emergência pediátrica, e seus pacientes recebem atendimento na unidade após passarem pelo sistema estadual de regulação.
Em dezembro de 2015, o hospital recebeu o certificado Nível 3 de excelência da Organização Nacional de Acreditação (ONA), se tornando o único da rede pública do RJ reconhecido como hospital acreditado com excelência.

## Caracterização
O HEC possui quartos individuais, leitos de enfermaria e de UTI neonatal e de UTI pediátrica; além de oferecer os seguintes procedimentos, exames e serviços:
- Quimioterapia
- Instalação de próteses
- Odontologia
- Cirurgias
- Transplantes renais e hepáticos
- Ultrassonografia
- Tomografia computadorizada
- Ecocardiografia
- Radiografia
- Endoscopia
- Colonoscopia
- Broncoscopia
- Fisioterapia motora e respiratória
- Terapia ocupacional
- Apoio psicológico, pedagógico e social para os pacientes e seus familiares

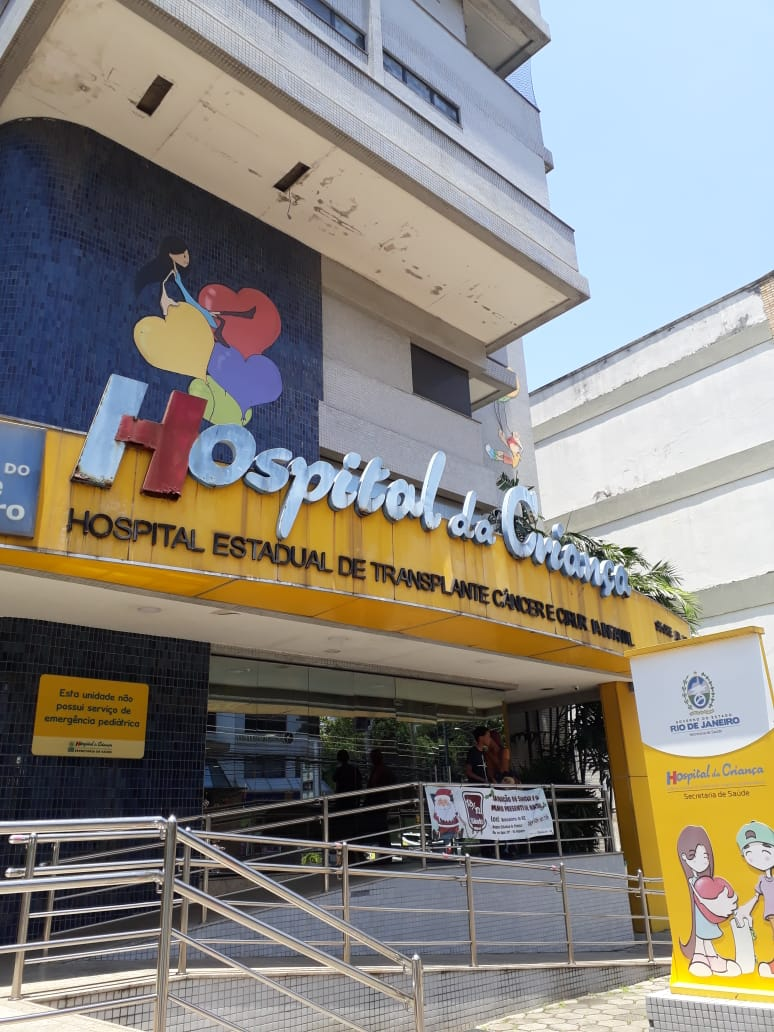
Entrada e fachada do hospital.

Desde sua inauguração, o hospital realizou pelo menos 306.107 consultas, 80.239 cirurgias e 234 transplantes, dos quais 124 hepáticos e 110 renais. A unidade pode realizar até 20 transplantes renais e 20 transplantes hepáticos por mês.